# Caroline Polachek
Caroline Elizabeth Polachek (New York, 1985. június 20. –) amerikai popénekesnő.

## Élete
1985. június 20-án született New Yorkban, James Montel Polachek és Elizabeth Allan gyermekeként. Egy- és hatéves kora között családjával Tokióban éltek, majd visszatértek Amerikába, ahol Greenwich városában telepedtek le. Kiskorától kezdve énekelt kórusban, valamint zenélt a szintetizátoron. Szülei 1994-ben elváltak. Tinédzserkorától kezdve látogatott koncerteket New Yorkban, többnyire post-hardcore, punk rock és dzsessz műfajban. Középiskolás és egyetemista korában zenélt néhány zenekarban.
Polachek első komolyabb együttesét, a szintipopot játszó Chairliftet 2005-ben alapította meg Aaron Pfenninggel, akivel másodéves korában találkozott a kolorádói egyetemen. 2007-ben az együttessel New Yorkba költözött, ahol Caroline a New York Egyetemen művészettörténetet tanult, valamint az együtteshez csatlakozott Patrick Wimberly. 2007-ben az együttes megjelentette első EP-jét Daylight Savings, egy évvel később pedig első stúdióalbumát is Does You Inspire You néven. Az együttesből kilépett Pfenning, így 2012-ben Caroline és Wimberly már duóként jelentette meg a Chairlift második stúdióalbumát (Something).
2013-ban Caroline producerként segédkezett a No Angel című Beyoncé számon, amely az előadó ötödik stúdióalbumán szerepelt, és amelyet 2014-ben az év albuma kategóriában Grammy-díjra jelöltek.
2013-ban Caroline szólókarrierbe kezdett Ramona Lisa néven. 2014 áprilisában megjelentette első szólóalbumát Arcadia néven.
2016-ban a Chairlift kiadta harmadik és egyben utolsó albumát (Moth), majd 2017-ben az együttes feloszlott. 2017-ben Caroline megjelentette második (Drawing the Target Around the Arrow), 2019 októberében pedig harmadik szólóalbumát (Pang).
2023. február 14-én Caroline megjelentette negyedik szólóalbumát Desire, I Want to Turn Into You címen.

## Magánélete
2015-től 2017-ig egy Ian Drennan nevű művésszel volt házastársi kapcsolatban.

## Diszkográfia
- Arcadia (2014)
- Drawing the Target Around the Arrow (2017)
- Pang (2019)
- Desire, I Want to Turn Into You (2023)